# Economía pública
La economía pública (o economía del sector público o teoría de la hacienda pública) es el estudio de las políticas públicas de un gobierno desde el punto de vista de la eficiencia económica y la equidad económica.
En su nivel más básico, la economía pública proporciona un marco para reflexionar acerca de si el gobierno debe participar en los mercados de la economía y cual debería ser su papel. Para ello, se utiliza la teoría microeconómica para evaluar si es probable que proporcione resultados eficientes en ausencia de interferencia gubernamental en el mercado privado. Intrínsecamente, este estudio incluye el análisis de los impuestos y de los gastos del gobierno. Este tema abarca una serie de temas, incluyendo los fallos del mercado, externalidades, y la creación y aplicación de la política gubernamental. La economía pública se basa en la teoría de la economía del bienestar y se utiliza en última instancia, como una herramienta para mejorar el bienestar social.

## Contenido de la teoría de la economía pública
La teoría de la economía pública o hacienda pública estudia:

### Los bienes público
Los bienes públicos son bienes económicos cuya naturaleza conlleva que son no rivales y no excluyente. Un bien es no rival cuando su uso por una persona en particular no perjudica o impide el uso simultáneo por otros individuos, un ejemplo lo puede constituir una señal de radio que puede ser disfrutada por un consumidor sin que eso afecte al resto de los consumidores y es no excluyente cuando no se puede impedir su disfrute por usuarios potenciales o reales.
- bien público
- análisis de los fallos de mercado[2] y el fracaso del gobierno[3]
- externalidad
- problema del polizón
- tragedia de los comunes
- tragedia de los anticomunes

### La elección colectiva
Estudio de la toma de decisiones públicas
- teoría de la elección pública
- teoría de la elección racional
- votar con los pies
- paradoja de Arrow

### Gasto público
- Efectos del gasto público y el gobierno[5]
- ley de Wagner
- burocracia
- análisis de coste-beneficio

### Ingresos públicos: teoría de la imposición
A través de la teoría de los ingresos públicos, se estudian las distintas formas de financiación que tiene el Estado para captar los recursos financieros necesarios que exigen las actividades de gasto que demanda la sociedad. 
- impuesto
- imposición óptima
- incidencia fiscal
- elusión fiscal
- curva de Laffer
- presión fiscal
- copago

### Deuda pública
- presupuesto público: donde se recogen ingresos y gastos, así como posibles déficit presupuestarios y formas de financiarlos: déficit presupuestario y deuda pública
- política fiscal
- análisis y diseño de políticas públicas[6]
- déficit presupuestario